# Huba Hollókői
Huba Hollókői (18 november 1980, Miskolc) is een Hongaars dirigent en violist.
Hollókői komt uit een muzikale familie. Zijn moeder is een vioolleraar. Hij begon viool te leren op de leeftijd van vier.
Tussen 1999 en 2006 was hij een leerling van Vilmos Szabadi aan de Franz Liszt Muziekacademie. Van 2005 tot 2012 behaalde hij een diploma dirigent aan de Sibeliusacademie als student van Leif Segerstam. 2009 vervolgde hij zijn studie bij Ulf Schneider aan de Hochschule für Musik, Theater und Medien. Hij studeerde directie in Amsterdam en Den Haag bij Jac van Steen, Kenneth Montgomery en Ed Spanjaard.
Als dirigent werkte hij met de belangrijkste Nederlandse orkesten zoals het Residentie Orkest, het Noord-Nederlands Orkest, het Hollands Ballet Orkest en assisteerde hij Semyon Bychkov bij het Concertgebouw Orkest. Hij dirigeerde tevens bij Slovak Sinfonietta, MAV Symphony Orchestra, Danubia Orchestra, Sonderjollands Symfonieorkester, het Orkest van het Oosten en bij het Lahti Symphony Orchestra. 
Zijn productie van Le nozze di Figaro met het Joensuu City Orchestra ontving goede recensies.
Hollókői was een van de drie finalisten van het 53ste Besancon Internationaal Dirigenten Concours in 2013. Tussen 2015 en 2017 assisteerde hij het Radio Philharmonisch Orkest in Hilversum.
In 2017 debuteerde hij als dirigent in het Concertgebouw met Philharmonie Südwestphalen.
In 2019 won hij de eerste prijs van de 2nd Conducting competition "Città di Brescia-Giancarlo Facchinetti" voor moderne en eigentijdse muziek.
Vanaf 1 augustus 2022 wordt Hollókői artistiek leider van het Kecskemét Symfonieorkest.